# (环庚三烯基)(环戊二烯基)钛
(环庚三烯基)(环戊二烯基)钛是一个有机钛化合物，化学式为Ti(C7H7)(C5H5)。它是蓝色的抗磁性固体，可以升华，而且对空气敏感。这个夹心型配合物的结构经X射线晶体学确定，为环庚三烯基和环戊二烯基配体与钛原子结合。Ti-C键长为2.35 Å左右。
此化合物由二氯二茂钛、丁基锂与环庚三烯的反应制备。